# Anisopappus pinnatifidus
Anisopappus pinnatifidus là một loài thực vật có hoa trong họ Cúc. Loài này được (Klatt) O.Hoffm. ex Hutch. mô tả khoa học đầu tiên năm 1917.